# Институт механики МГУ
Нау́чно-иссле́довательский институ́т меха́ники МГУ и́мени М. В. Ломоно́сова — в настоящее время структурное подразделение МГУ имени М. В. Ломоносова. Расположен в Москве на Мичуринском проспекте, д. 1.

## История
Институт создан Постановлением Совета Министров РСФСР от 11 декабря 1959 года № 1936 с целью развёртывания научно-исследовательских работ для решения актуальных проблем в области механики в тесной связи с подготовкой специалистов высокой квалификации в области теоретической и прикладной механики. Для размещения Института было специально построено отдельное здание на территории МГУ на Ленинских горах (с тем, чтобы по возможности отдалить от учебных корпусов источники шума и вибраций, создаваемые при работе технологического и экспериментального оборудования).
Предтечей Института явились:
- Механический кабинет Московского университета, созданный в 1886 г. под руководством профессора Ф. Е. Орлова и при участии Н. Е. Жуковского[1]; в последующем этот кабинет был превращён в механическую лабораторию университета.
- Научно-исследовательский институт механики, выделившийся 1 января 1935 г. из НИИ математики и механики и являвшийся подразделением механико-математического факультета (директор института — профессор Л. С. Лейбензон[2].

В 1959 году завершился перевод почти всех лабораторий кафедр отделения механики в здание Института, оснащённое новым и весьма совершенным по тому времени оборудованием, предназначенным для выполнения экспериментальных работ. Позднее Институт был оснащён и современными ЭВМ. Первоначальная структура Института в её научной части соответствовала структуре отделения механики механико-математического факультета: семи кафедрам отделения соответствовали шесть отделов Института (отдел теоретической и прикладной механики соответствовал двум кафедрам — теоретической механики и прикладной механики). В 1960 году в структуре Института было предусмотрено почти 600 штатных мест с фондом заработной платы 9 млн руб. в год.
Первым директором Института механики стал академик АН УССР А. Ю. Ишлинский (с 1960 г. — академик АН СССР), выдающийся учёный, один из создателей теории навигации и управления, крупный организатор науки и замечательный педагог; в область научных интересов А. Ю. Ишлинского также входили теория упругости и пластичности, сопротивление материалов, динамика твёрдых тел и сложных механических систем, теория трения, динамика грунтов. Активнейшую роль в определении научных направлений Института и оборудовании его лабораторий играли заведующие кафедрами отделения механики того времени: чл.-корр. АН СССР Н. Г. Четаев, чл.-корр. АН СССР (впоследствии академик РАН) Д. Е. Охоцимский, академик АН СССР А. Ю. Ишлинский, академик АН СССР Л. И. Седов, академик АН СССР Г. И. Петров, академик АН УзССР Х. А. Рахматулин, чл.-корр. АН СССР А. А. Ильюшин, академик АН СССР Ю. Н. Работнов. В период, предшествующий организации Института и в начальный период его существования, большую организаторскую работу по завершению строительства институтского здания и оснащению его лабораторий оборудованием провёл Б. М. Малышев.
В 1960 году Институт возглавил и более тридцати лет (1960—1992 гг.) руководил им Г. Г. Чёрный, впоследствии академик АН СССР и РАН. Г. Г. Чёрный — ветеран Великой Отечественной войны, участник Московского народного ополчения, участник штурма Берлина и освобождения Праги. Г. Г. Чёрный внёс существенный вклад в разработку теоретических основ расчёта газодинамических течений в двигателях летательных аппаратов. Широкую известность принёс ему асимптотический метод расчёта обтекания тел при больших сверхзвуковых и гиперзвуковых скоростях, долгое время остававшийся единственным методом расчёта таких течений.
Численность Института механики в 1960—80 гг. росла, колеблясь в зависимости от объёма договоров на выполнение научно-технических работ, и доходила до 900 человек.
В 1992—2001 гг. директором Института был С. С. Григорян, в 2001—2021 гг. — Ю. М. Окунев. С 2021 г. директор Института — Д. В. Георгиевский.
Сотрудники Института отмечены премиями: Ленинской и Государственными СССР, РСФСР и РФ, Совета Министров СССР, имени М. В. Ломоносова, имени И. И. Шувалова, Н. Е. Жуковского, С. А. Чаплыгина, Л. И. Седова, Г. И. Петрова, Б. Г. Галёркина, медалями Федерации космонавтики и др. Три фундаментальные достижения Института (в области аэродинамики, гидродинамики и в области высокоскоростного взаимодействия тел) были зарегистрированы в качестве научных открытий.
В 1990-е годы Институт пережил кризис в связи со спадом финансирования, старением кадрового состава, отсутствием притока молодёжи. В настоящее время главная задача Института состоит в создании на основе совершенствования и обогащения давних традиций фактически нового научно-учебного центра с обновлённой технологической базой и с полностью новым приборным оснащением, соответствующим стандартам XXI века. В Институте продолжают развиваться научные и учебные связи с другими подразделениями университета: факультетами физическим, химическим, биологическим, вычислительной математики и кибернетики, наук о материалах и фундаментальной медицины, с Вычислительным центром МГУ Архивная копия от 2 января 2012 на Wayback Machine.

## Научная работа

Группа ведущих сотрудников Института,
награждённых медалями Федерации космонавтики России (слева-направо)
Пилюгин, Громов, Остапенко, Зубков, Окунев, Черный, Тирский, Лосев, Сахаров, Мартыненко

Научные исследования в настоящее время организованы в более чем 20-ти лабораториях, сгруппированных в соответствии с тремя основными областями научных исследований института:
- механика жидкости и газа (11 лабораторий),
- механика твёрдого деформируемого тела (6 лабораторий),
- теоретическая и прикладная механика (4 лаборатории).

Работает совместная межвузовская научно-учебная лаборатория «Термогазодинамика». К научно-вспомогательным подразделениям отнесена лаборатория изучения механических процессов кинотехническими и оптическими методами.
В разные годы сотрудниками Института были выдающиеся советские и российские учёные Г. И. Баренблатт, А. А. Бармин, А. И. Бунимович, Р. А. Васин, В. В. Гогосов, А. Л. Гонор, С. М. Горлин, А. Г. Горшков, чл.-корр. АН СССР Э. И. Григолюк, К. А. Гулакян, Е. А. Девянин, А. И. Зубков, К. И. Козорезов, В. О. Кононенко (впоследствии —академик АН УССР), В. П. Коробейников, А. В. Ленский, Э. В. Ленский, А. И. Леонтьев, М. З. Литвин-Седой, Е. В. Ломакин, С. А. Лосев, Г. А. Любимов, Н. И. Малинин, Ю. Г. Мартыненко, В. П. Нетребко, Р. И. Нигматулин (впоследствии —академик РАН), И. В. Новожилов, А. А. Павельев, В. М. Панфёров, Н. Н. Пилюгин, В. Б. Поручиков, С. А. Регирер, И. И. Слезингер, В. П. Стулов, Г. Ю. Степанов, Г. Ф. Теленин, С. А. Шестериков, И. С. Шикин, П. А. Шумский, Ю. Л. Якимов.
Летом 1979 года для подготовки сборной команды СССР по санному спорту к зимним Олимпийским играм 1980 года на территории Института на средства Спорткомитета СССР была построена санная трасса. Здесь проходили традиционные всесоюзные соревнования «Старты». В Институте были спроектированы и изготовлены сани, на которых советские спортсмены стали чемпионами мира в 1978 году.
Институт активно участвовал в реализации различных Программ в народно-хозяйственных областях, в частности в Продовольственной программе (были разработаны способы направленного изменения физико-механических свойств почв посредством дозированного внесения добавок полимера — полиакриламида).

## Учебная работа
В разные годы в Институте сотрудничали Заслуженные профессора МГУ С. С. Григорян, В. П. Карликов, А. Г. Куликовский, В. А. Левин, Заслуженные профессора МФТИ И. И. Липатов, Г. А. Тирский.

## Конференции
Институт проводит Всероссийский фестиваль «Мобильные роботы».

## Визиты известных зарубежных учёных
С научными визитами Институт посетили выдающиеся учёные других стран — сэр Дж. Тейлор, Ч. Дрейпер, М. Ван-Дайк, П. Жермен, Н. Мансон, М. Руа, А. Ферри.

## Мемориальный кабинет-музей академика Л. И. Седова
В Институте в кабинете, где с начала 1960-х по 1999 год работал выдающийся учёный и педагог академик Л. И. Седов, открыт музей-мемориальный кабинет. Музей используется как центр просветительской работы в области механики.

## Мемориальный кабинет-музей академика Г. Г. Чёрного
В Институте в кабинете, где с начала 1960-х по 2012 год работал выдающийся учёный и педагог академик Г. Г. Чёрный, открыт музей-мемориальный кабинет. Основные направления работы кабинета-музея: история НИИ механики МГУ; подвиг советского народа в Великой Отечественной войне; вечно молодая, вечная новая наука — механика.

## Интересные факты
С. С. Григорян с 1976 года был председателем санно-бобслейной федерации СССР, с 1980 года — председателем Федерации санного спорта и бобслея СССР, с 1982 года до начала 1990-х годов — членом Национального олимпийского комитета СССР.
Диссертационную работу в Институте выполнил известный советский спортсмен Андрей Миненков.
Директор Российской государственной библиотеки А. И. Вислый начинал работать в Институте механики.
Научным сотрудником Института является Андрей Хохлов — заведующий литературной частью Театра Назарова.
Научным сотрудником Института был Ю. Г. Аминов — член Союзов писателей Российской Федерации и Республики Башкортостан.